# Jorge Carlos Fonseca
Jorge Carlos Fonseca (Mindelo, 1950. október 20. –) zöld-foki politikus, 2011 és 2021 között a Zöld-foki Köztársaság elnöke. 2019 márciusában fogadta Orbán Viktor magyar miniszterelnököt, ahol szoros kapcsolatokról állapodtak meg.